# Farid Villaume
Farid Villaume, né le 10 février 1975, est un nakmuay (pratiquant du Muay Thai) français, ayant obtenu différents titres mondiaux dans les boxes pieds-poings. 

## Style
Farid Vuillaume mesure 1,80 m pour 72 kg. De père Corse et de mère Marocaine, il pratique le Muay Thai depuis l'âge de 16 ans.
Farid est un boxeur qui s'est remarquablement adapté au style Muay Thai ce qui n'est pas le cas pour beaucoup de Nakmuay européens qui ont souvent un style se rapprochant de la boxe anglaise pour les poings. Sa boxe est fine et posée, il est plus réputé pour bien placer ses coups plutôt qu'être un puncheur. On peut le considérer comme un des meilleurs stylistes français, un exemple en matière de technique. Il affectionne particulièrement boxer avec les coudes.

## Palmarès
109 combats (dont 80 par KO) - 105 victoires - 1 nul - 3 défaites.

### Titres
- Muay Thaï[1] : 
  - Champion de France 1997,
  - Champion de France 1998,
  - Champion du Monde Amateur 1998,
  - Classé N°5 au Lumpinee Stadium (Thaïlande) en 2000,
  - Classé N°2 au Rajadamnoem stadium (Thailande)en 2001,
  - Champion du Monde WMTC en 2000,
  - Champion du Monde MTA en 2003,
  - Champion d'Europe EMF 2004 (4 combats / 4 victoires),
  - Champion du Monde WMC en 2004
  - Champion du Monde WMC en 2005
  - Champion du Monde A1 2006

- K-1
  - Participation en superfight au K1 Max 2005, puis 2006.
  - Champion du Monde WFKB en 2009,
  - Champion du Monde WAKO-Pro en 2009
  - Classé N° 3 au LUMPINI STADIUM en 2010